# ساوث‌هیل، بدفوردشر
ساوث‌هیل (به انگلیسی: Southill) یک روستا و محله مدنی در بریتانیا است که در Central Bedfordshire واقع شده‌است. ساوث‌هیل ۱٬۱۴۱ نفر جمعیت دارد.